# Sybra albertisi
Sybra albertisi är en skalbaggsart som beskrevs av Stefan von Breuning 1939. Sybra albertisi ingår i släktet Sybra och familjen långhorningar. Inga underarter finns listade i Catalogue of Life.